# Llengües zaparoanes
Les llengües zaparoanes o záparo constitueixen un conjunt de llengües indígenes d'Amèrica gairebé extintes parlades a les regions amazòniques del Perú i l'Equador. Segons Morris Swadesh (1959), el grau de diferenciació interna implicaria almenys 4100 anys de divergència lingüística. Actualment consisteix en cinc llengües, totes elles en perill d'extinció o ja extintes. D'acord amb l'evidència existent, altres dues llengües ja extintes, el omurano i el aushiri, formen part de la família.

## Classificació
En general, existeix consens entre els lingüistes moderns sobre la classificació de la família zaparona. El territori dels parlants de llengües záparo s'estén entre els rius Napo al nord, Tigre al sud i Marañón al sud-est. El nucli original del proto-záparo sembla situar-se (Payne (1984)) als voltants de l'actual ciutat d'Iquitos, des d'on haurien ascendit el riu Tigre fins als seus naixents, conformant el nucli del subgrup arabela-andoa.
El projecte comparatiu ASJP mostra una certa relació lèxica amb les llengües bora. No obstant això, aquesta similitud podria deure's a raons accidentals o préstecs i no és prova en ferma de parentiu.

### Llengües de la família
Cap a finals del segle XX encara es parlaven quatre llengües zaparoanes: andoa, arabela, cahuarano, iquito i záparo pròpiament dit. Aquesta última que en un altre temps es parlava en àmplies zones de l'Equador està pràcticament extingida.
L'aushiri i l'omurano extints a mitjan segle xx, són de classificació dubtosa, alguns autors han conjecturat que podrien ser llengües zaparoanes donada la proximitat geogràfica. Kaufman considera que l'omurano no estaria emparentat amb les llengües zaparoanes, sinó amb el candoshi o el taushiro.
| Subgrup          | Llengua                                                  | Dialectes | Cobertura geogràfica            | Núm. estimat de parlants                                                               | Codi ISO/DIS 639-3 |
| ---------------- | -------------------------------------------------------- | --------- | ------------------------------- | -------------------------------------------------------------------------------------- | ------------------ |
| I                | Iquito (o amacacore, quiturano, jakenomi)                |           | Província de Maynas Perú        | 150 (1997) 35 (2002) Població ètnica 500 (Gordon [2002])                               | [iqu]              |
| I                | Cahuarano (o cahuarana moracano)                         |           | Província de Maynas Perú        | 5 (1976) Probablement extinta.                                                         | [cah]              |
| II               | Arabela (o tapweyokwaka, chiripuno)                      |           | Província de Maynas Perú        | 150 (1997) 50 (2002)                                                                   | [arl]              |
| II               | Andoa-shimigae (o andoa, shimigae, gae, gay, siaviri)    |           | Província de Maynas Perú        | 5 en 1975. Extinta. Grup ètnic 150. L'últim parlant hauria mort el 1993 (Wise [1999]). | [anb]              |
| II               | Záparo (o zápara, sápara, kayapwé)                       |           | Província de Pastaza ( Equador) | 150 (1997) 1 (2000) Gairebé extinta. Extinta al Perú.                                  | [zro]              |
| II               | Conambo                                                  |           | Província de Maynas Perú        | Extinta.                                                                               |                    |
| No-classificades | Omurano (o humurana, roamaina, numurana, umurano, mayna) |           | Província de Maynas Perú        | Extinta en 1958                                                                        | [omu]              |
| No-classificades | Aushiri (o auxira)                                       |           | Província de Maynas Perú        | Extinta                                                                                | [avs]              |

### Relació amb altres llengües
Existeixen diverses propostes especulatives que relacionen les llengües zaparoanes en un supòsit macrófilo kawapano-záparo, i altres en un macrófilo záparo-peba, amb base en el veïnatge geogràfic. Hi ha qui enquadra aquesta família dins de la família andina-kacupana-záparo i hi ha uns altres que la inclouen en la záparo-peba, juntament amb la yawan que té 6000 anys de diversificació lingüística. En general cap d'aquestes propostes ha rebut àmplia acceptació per part dels especialistes.

## Descripció lingüística
Les llengües zaparoanas tenen en general un sistema fonològic simple format típicament per quatre vocals (a, i, i, o i un nombre en general petit de consonants. Les vocals presenten oposició de quantitat.

### Gramàtica
Les llengües záparo tenen un ordre relativament lliure. La persona no es marca en el verb sinó igual que en anglès s'indica mitjançant un pronom independent. L'ús d'aquests pronoms és obligatori, al punt que fins i tot quan apareix un subjecte lèxic explícit cal l'ús d'un pronom de tercera persona. La següent taula resumeix les formes dels pronoms personals en diverses llengües:
| Pronoms personals en llengües zaparoanes | Pronoms personals en llengües zaparoanes | Pronoms personals en llengües zaparoanes       | Pronoms personals en llengües zaparoanes | Pronoms personals en llengües zaparoanes | Pronoms personals en llengües zaparoanes | Pronoms personals en llengües zaparoanes | Pronoms personals en llengües zaparoanes |
|                                          | 1S                                       | 2S                                             | 3S                                       | 1Pin                                     | 1Pex                                     | 2P                                       | 3AP                                      |
| ---------------------------------------- | ---------------------------------------- | ---------------------------------------------- | ---------------------------------------- | ---------------------------------------- | ---------------------------------------- | ---------------------------------------- | ---------------------------------------- |
| Záparo                                   | ko / kwi / k-                            | ʧa / ʧ- / k-/ ki                               | naw / no / n-ˑ                           | pa /p-                                   | kana /kaʔno                              | kina / kiʔno                             | na                                       |
| Arabela                                  | janiya / -nijia / cua cuo- / cu- / qui   | quiajaniya / quiaa / quia / quio- -quia / cero | nojuaja / na / ne- / no- -Vri / -quinio  | pajaniya / paa / pa / po- pue- / -pue    | canaa                                    | niajaniya / niaa / nia / nio-            | nojori / na / no-                        |
| Iquito                                   | cu / quí / quíija                        | quia / quiáaja                                 | anúu / anúuja                            | p'++ja                                   | cana / canáaja                           |                                          | naá / nahuaáca                           |
| Conambo                                  | kwiɣia / ku                              | kyaχa                                          |                                          |                                          |                                          |                                          |                                          |

Malgrat l'ordre relativament lliure en els sintagmes composts el nucli apareix al final, com en els següents exemples presos del záparo:
(1) sawanaw iawka [sawaniawka]
cotó fil
'fil de cotó'
(2) ko-áno ariáwko
1aP.SG-mare gos
'el gos de la meva mare'

## Comparació lèxica
A continuació es mostren algunes comparacions lèxiques entre els numerals de llengües andines:
| GLOSSA | Grup II             | Grup II | Grup II         | Grup I           | Grup I            | PROTO- ZAPAROANO |
| GLOSSA | Záparo              | Andoa   | Arabela         | Iquito           | Cawarano          | PROTO- ZAPAROANO |
| ------ | ------------------- | ------- | --------------- | ---------------- | ----------------- | ---------------- |
| 1      | nukaki              | nikínjo | nikiriyatu      | nóki             | núki              | *nuki-           |
| 2      | namisciniki         | (iški)  | ka:piki         | kó:mi            | kó:mi             | *ko:pi(?)        |
| 3      | haimuc- kumarači    | (kímsa) | jiu:jinaraka    | sesára- maxetâ   | sesé:ra- makitána |                  |
| 4      | [2] + ckaramaitacka |         | sa: kake:takaja | sora- máxetan    | sora- máxetan     |                  |
| 5      | [4] + [1]           |         |                 | tixere tseó:naka | tixe:ri kiwánaka  |                  |
| 6      | [3] + ckaramaitacka |         |                 |                  |                   |                  |

Els termes entre parèntesis són préstecs presos del quítxua.